# Солза (Каргопольский район)
Солза — посёлок в Каргопольском районе Архангельской области. Входит в состав У́хотского сельского поселения.
Посёлок расположен на трассе регионального значения Р1 вблизи границы Архангельской и Вологодской областей.
В средние века волость Солза входила в состав Чарондской округи.
Имеется транспортное сообщение с Каргополем, вещание FM-радиостанции с источником в Череповце, мобильная связь.

## Население
| 2002 | 2010 | 2012 |
| ---- | ---- | ---- |
| 116  | ↘65  | ↗69  |

Население по переписи 2010 года — 65 человек.

### Карты
- Топографическая карта P-37-27_28.